# Hidatsa
|  | Aquest article tracta sobre la llengua sioux. Si cerqueu el grup humà, vegeu «hidatses». |

L’hidatsa (hɪˈdɑːtsə) gros ventre, hinatsa, hiraca, minitari o minnetaree és una llengua sioux amenaçada, força relacionada amb la llengua crow. És parlada pels hidatses de Dakota del Nord i Dakota del Sud.
Una descripció de la cultura hidatsa-mandan, incloent una gramàtica i vocabulari de la llengua, va ser publicat en 1877 per Washington Matthews, un metge del govern que va viure entre els hidatsa a la reserva índia de Fort Berthold.
Més recentment, l'hidatsa fou el subjecte de treball en la tradició de la gramàtica generativa.

## Sacagawea
Els lingüistes que treballen en des de la dècada de 1870 han considerat que el nom de Sacajawea, guia i intèrpret a l'expedició de Lewis i Clark, és d'origen hidatsa. El nom és un compost de dos noms comuns hidatsa, cagáàga tsaɡáàɡa 'ocell' i míà [míà] 'dona'. El compost és escrit com a Cagáàgawia 'Dona Ocell' en ortografia hidatsa moderna, i pronunciat tsaɡáàɡawia (/m/ és pronunciat [w] entre vocals en hidatsa). La doble /aa/ en el nom indica una vocal llarga i els diacrítics un patró tonal. Hidatsa és una llengua d'accent tonal que no té accent, per tant en la pronunciació hidatsa totes les síl·labes en [tsaɡáàɡawia] es pronuncien amb més o menys el mateix èmfasi relatiu. No obstant això, la majoria de les persones de parla anglesa perceben la síl·laba accentuada (la llarga é/aa/) com a tònica. En fidel representació del nom Cagáàgawia a les altres llengües, és aconsellable posar l'accent en la segona, sílaba llarga, no en l'última, com és comú en anglès.

## Situació actual
Segons l'escala de pertorbació intergeneracional gradual, proposada originalment pel lingüista Joshua Fishman el 1991, l'estatus de la llengua hidatsa és al nivell 7, o "Canvi". Aquest nivell és quan "la generació en edat de procrear pot utilitzar la llengua entre ells, però no la transmet als nens".
La recerca del lingüista Victor Golla el 2007 va trobar que d'una població ètnica de 600, només 200 persones són capaces de parlar hidatsa. Hi ha 6 parlants monolingües, i 50 parlen la llengua de manera semifluida; els parlants més competents són els d'edats de 30 anys i més, mentre que els nens només estan familiaritzats amb el llenguatge de passada. Les converses en hidatsa es produeixen principalment entre la gent gran en la intimitat de la llar. La revitalització és encara possible, ja que un bon nombre de parlants són d'edat fèrtil, però l'èmfasi en l'ensenyament de l'hidatsa ha de ser subratllat, mentre aquest segueixi sent el cas.

## Fonologia

### Vocals
|                | Curta     | Curta | Llarga  | Llarga |
| Frontal        | Posterior | Front | Darrera |        |
| -------------- | --------- | ----- | ------- | ------ |
| Alta (tancada) | i         | u     | iː      | uː     |
| Mitjana        |           |       | eː      | oː     |
| Baixa (oberta) | a         | a     | aː      | aː     |
| Diftong        |           |       | ia      | ua     |

### Consonants
L'hidatsa posseeix deu consonants.
|           | Labial | Alveolar | Palatal | Velar | Glotal |
| --------- | ------ | -------- | ------- | ----- | ------ |
| Oclusiva  | p      | t        |         | k     | (ʔ)    |
| Fricativa |        |          | š (sh)  | x     |        |
| Africada  |        | c        |         |       |        |
| Sonorant  | w      | r        |         |       | h      |

A diferència dels llengües sioux de la vall del Mississipi, l'hidatsa no té oclusives glotalitzades ni aspirades del Proto-Sioux. Només té una sèrie d'oclusives orals sense veu. Aquestes oclusives, /p,t,k/ en posició intervocàlica se sonoritzen i esdevenen [b,d,g]. L'hidatsa té una africada sorda, /c/. Les dues fricatives, /š / i /x/, són sordes quan no són aspirades. No hi ha sonorització intervocàlica. L'hidatsa té tes sonorants: les dues semivocals /w/ i /r/, així com /h/. Les semivocals es tornen com a [m] i [ŋ] després de pausa, més freqüentment a començament de paraula.